# Kryszina Zimanouskaja
Kryszina Sjarhejeuna Zimanouskaja (belarussisch Крысціна Сяргееўна Ціманоўская, internationale Akkreditierung als Krystsina Tsimanouskaya, in deutschsprachigen Medien meist Kristina Timanowskaja; * 19. November 1996 in Klimawitschy) ist eine polnische Sprinterin belarussischer Herkunft.

## Sportliche Laufbahn

### Für Belarus
Erste internationale Erfahrungen sammelte Zimanouskaja 2015 bei den Junioreneuropameisterschaften in Eskilstuna, bei denen sie in 11,85 Sekunden den sechsten Platz im 100-Meter-Lauf belegte, während sie über 200 Meter mit 24,51 Sekunden im Vorlauf ausschied. Zwei Jahre später erreichte sie bei den Halleneuropameisterschaften in Belgrad das Halbfinale im 60-Meter-Lauf, in dem sie mit 7,39 Sekunden ausschied. Bei den U23-Europameisterschaften in Bydgoszcz gewann sie in 11,54 Sekunden die Silbermedaille hinter der Polin Ewa Swoboda und im 200-Meter-Lauf wurde sie in 23,32 Sekunden Vierte. 2018 nahm sie an den Hallenweltmeisterschaften in Birmingham teil und schied dort mit 7,37 Sekunden im Vorlauf aus. Im August desselben Jahres erreichte sie über 100 und 200 Meter jeweils das Halbfinale bei den Europameisterschaften in Berlin, in dem sie mit 11,34 Sekunden bzw. 23,03 Sekunden ausschied. Im Jahr darauf wurde sie bei den Halleneuropameisterschaften in Glasgow in 7,26 Sekunden Siebte über 60 Meter und im Juli belegte sie bei der Sommer-Universiade in Neapel in 11,44 Sekunden den sechsten Rang. Zwei Tage später siegte sie über 200 Meter in 23,00 Sekunden. Zuvor gewann sie bei den Europaspielen in Minsk in 11,36 Sekunden die Silbermedaille hinter der Slowenin Maja Mihalinec. Über 200 Meter nahm sie Ende September an den Weltmeisterschaften in Doha teil und schied dort mit 23,22 Sekunden in der ersten Runde aus. 2021 wurde Zimanouskaja bei den Halleneuropameisterschaften in Toruń in der ersten Runde wegen des Verlassens der vorgesehenen Bahn disqualifiziert. Sie qualifizierte sich jedoch im 100- und 200-Meter-Lauf für die Olympischen Sommerspiele in Tokio, schied allerdings über 100 Meter mit 11,47 Sekunden im 6. Vorlauf als vorerst Vierte aus. Durch die erst am nächsten Tag erfolgende Disqualifikation der Siegerin ihres Vorlaufes rückte sie auf den dritten Rang vor. Damit hätte sie sich für einen Halbfinallauf qualifiziert. Dieser Startplatz im ersten Lauf des Halbfinales blieb dann unbesetzt.
Zwischen 2016 und 2020 wurde Zimanouskaja jedes Jahr belarussische Meisterin im 100- und 200-Meter-Lauf. Zudem siegte sie von 2017 bis 2021 im 60-Meter-Lauf in der Halle sowie 2017, 2019 und 2020 auch über 200 Meter.

### Für Polen
Zimanouskaja lebt und trainiert in Polen und ist seit August 2023 international für Polen startberechtigt. Über 100 Meter startete sie im selben Jahr bei den Weltmeisterschaften in Budapest und schied dort mit 11,32 s in der ersten Runde aus. Über 200 Meter schied sie mit 23,34 s im Halbfinale aus und mit der 4-mal-100-Meter-Staffel belegte sie in 42,66 s den fünften Platz. Im Jahr darauf verhalf sie der polnischen 4-mal-100-Meter-Staffel bei den World Athletics Relays 2024 auf den Bahamas zum Einzug in die Finalrunde und sicherte somit dem polnischen Team einen Startplatz bei den Olympischen Spielen in Paris. Anschließend schied sie bei den Europameisterschaften in Rom mit 23,34 s im Halbfinale über 200 Meter aus und kam mit der Staffel im Finale nicht ins Ziel. Bei den Olympischen Sommerspielen in Paris schied sie über 200 Meter mit 23,01 s in der Hoffnungsrunde aus und verpasste mit der Staffel mit 42,86 s den Finaleinzug. 

## Vorfall bei den Olympischen Sommerspielen in Tokio
Nach Beginn der Olympischen Sommerspiele verfügten die Funktionäre ihrer Delegation, dass Zimanouskaja auch in der 4-mal-400-Meter-Staffel anzutreten habe, da die dafür vorgesehenen Läuferinnen Hanna Michajlawa und Kryszina Muljartschik (sowie die Hochspringerin Maryja Schodsik) aufgrund versäumter Dopingkontrollen nicht für die Spiele zugelassen worden waren. Nach öffentlicher Kritik an dieser Entscheidung wurde sie am 1. August 2021 gegen ihren Willen zum Flughafen Haneda gebracht, wo sie ein Flugzeug nach Istanbul zum Weiterflug nach Minsk besteigen sollte. Freiwillige und Beamte der japanischen Polizei verhinderten dies.
Laut Zimanouskaja habe ihr Cheftrainer erklärt, es habe einen „Befehl von oben“ gegeben, sie zu „entfernen“. Am Flughafen gab sie bekannt, sie habe Angst nach Belarus zu fliegen, und bat das Internationale Olympische Komitee (IOC) um Hilfe. Das Nationale Olympische Komitee der Republik Belarus (NOK) gab an, die Athletin sei aufgrund ihrer „emotional-psychischen Verfassung“ ausgeschlossen worden. Zimanouskaja verbrachte die Nacht vom 1. auf den 2. August unter Begleitung von IOC-Mitarbeitern in einem Hotel am Flughafen. Das IOC leitete eine Untersuchung des Falles ein. Athletenvertreter forderten eine sofortige Sperre des belarussischen NOK. Infolgedessen wurde am 6. August den in den Vorfall verwickelten Trainern Artur Schumak und Juryj Maissejewitsch die Akkreditierung entzogen. Das Internationale Olympische Komitee bat die beiden Funktionäre darum, das olympische Dorf zu verlassen.
Am 2. August 2021 erhielt Zimanouskaja in der polnischen Botschaft in Tokio ein humanitäres Visum; neben Polen hatten ihr auch Tschechien und Slowenien Asyl angeboten. Zunächst sollte sie vom Flughafen Narita einen Direktflug nach Warschau nehmen, stieg aber in letzter Minute in ein Flugzeug nach Wien ein, von wo sie nach Warschau weiterreiste. Der Wechsel des Flugs wurde mit Sicherheitsbedenken begründet. Am 4. August kam sie in Warschau an. Nach eigenen Aussagen will sie in Polen mit ihrem Mann im Exil leben und weiter trainieren.
Ende August 2022 erhielt Zimanouskaja die polnische Staatsangehörigkeit. Seit August 2023 ist sie für Polen startberechtigt.

## Persönliche Bestleistungen
- 100 Meter: 11,04 s (+0,7 m/s), 11. Juli 2018 in Minsk
  - 60 Meter (Halle): 7,21 s, 18. Februar 2017 in Mahiljou
- 200 Meter: 22,75 s (+1,0 m/s), 9. Juli 2023 in Warschau
  - 200 Meter (Halle): 23,45 s, 29. Januar 2023 in Toruń